# 21 de abril
El 21 de abril es el 111.º (centésimo undécimo) día del año en el calendario gregoriano y el 112.º en los años bisiestos. 

## Acontecimientos
- 753 a. C.: fecha tradicional de la fundación de Roma. Rómulo funda la ciudad pese a la oposición de su hermano Remo, al que asesina.
- 25 a. C.: fecha tradicional de la fundación de Augusta Emerita, hoy Mérida (España).
- 900: se escribe la Inscripción sobre cobre de Laguna, el registro escrito más antiguo de las Filipinas.
- 1211: en Galicia, el arzobispo Pedro Muñiz consagra la catedral de Santiago de Compostela.
- 1483: en la batalla de Lucena (Córdoba) (España), Boabdil ―el rey de Granada― es hecho prisionero.
- 1486: Fernando el Católico firma la Sentencia arbitral de Guadalupe, por la que pone fin a la situación de servidumbre de los Payeses de Remensa en Cataluña.
- 1503: en el transcurso de la Guerra de Nápoles (1501-1504), las tropas de la Corona de Castilla y Aragón derrotan a las francesas en la batalla de Seminara.
- 1509: Enrique VIII asciende al trono de Inglaterra a la muerte de su padre, Enrique VII.
- 1524: en la actual Nicaragua se funda la aldea de Granada.
- 1594: la aldea de San Salvador (actual capital de El Salvador, que en esa época tenía pocos cientos de habitantes) sufre el tercero de sus numerosos macrosismos ―los anteriores fueron en 1575 y 1584―, que la destruye totalmente.[1]
- 1691: en Colombia, la ciudad de Cartago es trasladada al lugar donde se encuentra en la actualidad por los continuos ataques de los Pijaos.
- 1744: se fundó la ciudad de Jalpan de Serra en el estado de Querétaro por el coronel José de Escandón y Helguera
- 1792: en Brasil, los portugueses ahorcan al dentista y mártir independentista Tiradentes (‘sacadientes’: dentista; Joaquim José da Silva Xavier).
- 1809: dos cuerpos del ejército austríaco son expulsados de Landshut por el ejército del Primer Imperio francés liderado por Napoleón mientras dos cuerpos franceses al norte detienen al ejército austríaco principal en el primer día de la Batalla de Eckmühl.
- 1822: en Riobamba (en la actual República del Ecuador), las fuerzas independentistas (dirigidas por el general venezolano Antonio José de Sucre) vencen a las fuerzas españolas (comandadas por el coronel Nicolás López) en el combate de Tapi.
- 1831: en Limarí (Chile) se funda la aldea de Ovalle (actual ciudad capital de esa provincia).
- 1836: en el marco de la Revolución de Texas, la batalla de San Jacinto, las fuerzas de la República de Texas bajo Sam Houston derrotan a las tropas bajo el general mexicano Antonio López de Santa Anna.
- 1863: en la ciudad de Bagdad (Irak), el religioso Bahá'u'lláh anuncia públicamente su misión en el jardín de Ridván. Los bahá'ís lo celebran como un día sagrado que inicia el Festival de Rizván.
- 1876: en Madrid, el rey de España emite el Real Decreto para la regulación y manejo de recursos naturales.
- 1879: en La Habana, José Martí pronuncia un impactante discurso en el banquete celebrado por el director del periódico habanero La Discusión.
- 1885: en La Habana se juega por primera vez en la historia de la Liga de Invierno una serie playoff de béisbol, entre los equipos Habana y Fe, para decidir el campeón del circuito.
- 1898: el Congreso de los Estados Unidos declara la guerra contra España.
- 1914: en el puerto de Veracruz (México), Estados Unidos comienza la invasión a México. Véase segunda intervención estadounidense en México.
- 1918: cerca del río Somme ―en el norte de Francia― el piloto alemán de la Primera Guerra Mundial Manfred von Richthofen, más conocido como "El Barón Rojo", es derribado y muere.
- 1919: en el departamento Gaiman, a 36 km al sur de la ciudad de Trelew (capital de la provincia argentina del Chubut) se funda la localidad de Dolavon.
- 1933: en la Alemania nazi el Gobierno prohíbe el shojet (ritual kosher de la religión judía).
- 1937: en Chile se funda el Club Deportivo Universidad Católica.
- 1941: en el Pozo Calero de Barruelo de Santullán ―en la cuenca minera palentina (España)―, 18 mineros resultan muertos a consecuencia de una explosión de grisú.
- 1943: en el transcurso de la Segunda Guerra Mundial, la ciudad alemana de Stettin, hoy polaca, es bombardeada por un total de 339 bombarderos británicos Lancaster y Halifax, que asesinan a 586 hombres, mujeres y niños.[2]
- 1944: en Francia las mujeres consiguen el sufragio femenino.
- 1946: en la República Democrática Alemana (RDA) se funda el Partido Socialista Unificado de la RDA.
- 1948: en Palestina, la población civil de la región de Galilea es expulsada en una operación sionista.
- 1951: en el atolón Enewetak ―en el marco de la operación Greenhouse―, Estados Unidos detona la bomba atómica Easy (de 47 kilotones), la decimoquinta de la Historia humana.
- 1956: en La Habana, la policía batistana ingresa en la Universidad de La Habana, violando la autonomía universitaria.
- 1958: en el reparto Versalles de la ciudad de Matanzas (Cuba) ―en el marco de la Guerra de Liberación (1956-1958)―, mueren los combatientes revolucionarios Enrique Hart Dávalos, Juan Alberto Morales Bayona y Carlos García Gil, al fallar el mecanismo de una bomba.
- 1960: en Brasil se inaugura la nueva capital, Brasilia, diseñada por el arquitecto brasilero Oscar Niemeyer.
- 1961: en La Habana (Cuba), el miliciano Ernesto Flores Ríos captura al terrorista Bernardo Corrales Camejo ―en el marco de los ataques terroristas organizados por la CIA estadounidense―, pero la banda que este lideraba lo asesina.[3]
- 1962: en un pozo a 193 metros bajo tierra, en el área U9k del Sitio de pruebas atómicas de Nevada (a unos 100 km al noroeste de la ciudad de Las Vegas), a las 10:40 (hora local) Estados Unidos detona su bomba atómica Dead, de 3 kilotones. Es la bomba n.º 228 de las 1132 que Estados Unidos detonó entre 1945 y 1992.
- 1964: en la localidad salteña de Orán (Argentina), fuerzas de Gendarmería sorprenden y desbaratan al EGP (Ejército Guerrillero del Pueblo). Hacen desaparecer al guerrillero y periodista Jorge Ricardo Masetti (34), quien en 1959 había fundado en La Habana la agencia de noticias Prensa Latina (aún en actividad).
- 1965: en un pozo a 305 metros bajo tierra, en el área U16a.02 del Sitio de pruebas atómicas de Nevada (a unos 100 km al noroeste de la ciudad de Las Vegas), a las 14:00 (hora local) Estados Unidos detona su bomba atómica Gum Drop, de 20 kilotones. Es la bomba n.º 414 de las 1132 que Estados Unidos detonó entre 1945 y 1992.
- 1967: en Grecia, días después de las elecciones generales, el coronel Georgios Papadópoulos lidera un golpe de Estado y establece un régimen militar (la dictadura de los Coroneles) que durará 7 años.
- 1997: España lanza el satélite Minisat 01 dentro del programa Minisat.
- 1998: un consorcio internacional formado por Estados Unidos, Francia, Japón, Reino Unido y Rusia produce por primera vez, de manera experimental, un microchip de implante biológico.
- 2000: el Gobierno de Rusia adopta una nueva doctrina militar encaminada a elevar su papel en el plano internacional.
- 2002: en Colombia, el gobernador del departamento de Antioquia, Guillermo Gaviria Correa y su asesor de paz y exministro de defensa nacional, Gilberto Echeverri Mejía, son secuestrados por guerrilleros del Frente 34 de las FARC, durante el desarrollo de una marcha por la Noviolencia, en el municipio de Caicedo.
- 2005: en España, el Congreso de los Diputados aprueba por primera vez el proyecto de ley que legaliza el matrimonio entre personas del mismo sexo.
- 2007: en Chile, un sismo 6,2 en la escala de Richter afecta a las ciudades de Puerto Aysén y Puerto Chacabuco. Alcanza una intensidad VII en la escala de Mercalli.
- 2008: en Virginia (Estados Unidos), el político neonazi estadounidense Kevin Strom (51) es condenado a 23 meses de prisión por posesión de pornografía infantil.
- 2009: en la sede de la Unesco de París (Francia), la biblioteca del Congreso de Estados Unidos y la Unesco inauguran la Biblioteca Digital Mundial
- 2019: se producen atentados en Sri Lanka, los cuales dejaron al menos 320 víctimas mortales, y más de 500 heridos; se considera uno de los más sangrientos del siglo.
- 2019: el actor y comediante Volodímir Zelenski, es electo como sexto presidente de Ucrania.
- 2019: en Cauca (Colombia), un deslizamiento de tierra provocado por las fuertes lluvias dejó 32 muertos y varios heridos.
- 2025: en la Ciudad del Vaticano, fallece el papa Francisco y comienza la Sede vacante de la Santa Sede.

## Nacimientos
- 1488: Ulrich von Hutten, humanista alemán (f. 1523).
- 1555: Ludovico Carracci, pintor italiano (f. 1619).
- 1619: Jan van Riebeeck, explorador neerlandés (f. 1677).
- 1652: Michel Rolle, matemático francés (f. 1729).
- 1661: Jiří Josef Camel, botánico filipino de origen checo (f. 1706).
- 1671: John Law, economista escocés (f. 1729).
- 1767: Isabel Guillermina de Württemberg, aristócrata austriaca (f. 1790).
- 1774: Jean Baptiste Biot, físico, astrónomo y matemático francés (f. 1862).
- 1790: Manuel Blanco Encalada, presidente chileno (f. 1876).
- 1800: Anselmo Llorente y La Fuente, obispo costarricense (f. 1871).
- 1813: Janus Henricus Donker Curtius, comisionado neerlandés (f. 1879).
- 1816: Charlotte Brontë, escritora británica (f. 1855).
- 1818: Anselmo Suárez y Romero, novelista cubano, el primero en escribir una novela en español sobre la esclavitud en las Américas: Francisco. El Ingenio o las delicias del campo (f. 1878)
- 1824: Anselmo Clavé, poeta, político, compositor y director de música español (f.1874).
- 1828: Hippolyte Taine, filósofo, crítico e historiador francés (f. 1893).
- 1837: Fredrik Bajer, escritor y pacifista danés, premio nobel de la paz en 1908 (f. 1922).
- 1838: John Muir, naturalista estadounidense nacido en Escocia (f. 1914).
- 1841: Anselmo Lorenzo, anarquista español (f. 1914).
- 1845: Juan Bautista Lazaga Garay, marino y militar español (f. 1898).
- 1848: Vidal Morales Morales, abogado, periodista y biógrafo cubano.
- 1861: Anselmo L. Figueroa, periodista y político anarquista mexicano (f. 1915).
- 1864: Max Weber, economista, filósofo, político y sociólogo alemán (f. 1920).
- 1865: Otto Francisco, aristócrata austriaco (f. 1906).
- 1867: José Vicente Concha, jurisconsulto y diplomático colombiano (f. 1929).
- 1870: Edwin S. Porter, cineasta estadounidense (f. 1941).
- 1874: Vincent Scotto, compositor francés (f. 1952).
- 1882: Percy Williams Bridgman, físico estadounidense, premio nobel de física en 1946 (f. 1961).
- 1889: Paul Karrer, químico suizo, premio nobel de química en 1937 (f. 1971).
- 1889: Manuel Prado Ugarteche, ingeniero civil y político peruano, presidente del Perú entre 1939-1945 y 1956-1962 (f. 1967).
- 1889: Efrem Zimbalist, director de orquesta y violinista ruso expatriado en Estados Unidos desde 1911 (f. 1985).
- 1895: Carlos Meyer Baldó, aviador venezolano (f. 1933).
- 1899: Randall Thompson, compositor estadounidense (f. 1984).
- 1901: Carlos Rovirosa, piloto aviador mexicano (f. 1930).
- 1902: Miguel Arenas, actor hispano-mexicano (f. 1965).
- 1903: Luis Saslavsky, cineasta argentino (f. 1995).
- 1904: Odilo Globocnik, criminal de guerra y líder austríaco de las SS (f. 1945).
- 1904: Mercedes Simone, cantante de tango y actriz argentina (f. 1990).
- 1905: Guiche Aizemberg, poeta, letrista, escritor y odontólogo argentino de origen ucraniano (f. 1993).
- 1907: Enrique Líster, militar y político español (f. 1994).
- 1910: María Esther Gamas, actriz y vedette argentina (f. 2006).
- 1911: Leonard Warren, barítono estadounidense (f. 1960).
- 1912: Eve Arnold, fotógrafa estadounidense (f. 2012).
- 1912: Marcel Camus, cineasta francés (f. 1982).
- 1914: Carlos García, pianista y compositor de tangos argentino (f. 2006).
- 1915: Anthony Quinn, actor y cineasta mexicano-estadounidense (f. 2001).
- 1917: María Isbert, actriz española (f. 2011).
- 1919: Licio Gelli, periodista y banquero italiano (f. 2015).
- 1919: Don Cornell, cantante estadounidense (f. 2004).
- 1919: Rosario Sánchez Mora, miliciana española (f. 2008).
- 1920: Anselmo Duarte, cineasta brasileño (f. 2009).
- 1922: Alistair MacLean, novelista escocés (f. 1987).
- 1922: Mundell Lowe, guitarrista, compositor y director de orquesta estadounidense (f. 2017).
- 1925: Sibghatullah Mojaddedi, profesor y político afgano, presidente de Afganistán en 1992 (f. 2019).
- 1925: Solomon Perel, escritor alemán-israelí (f. 2023).

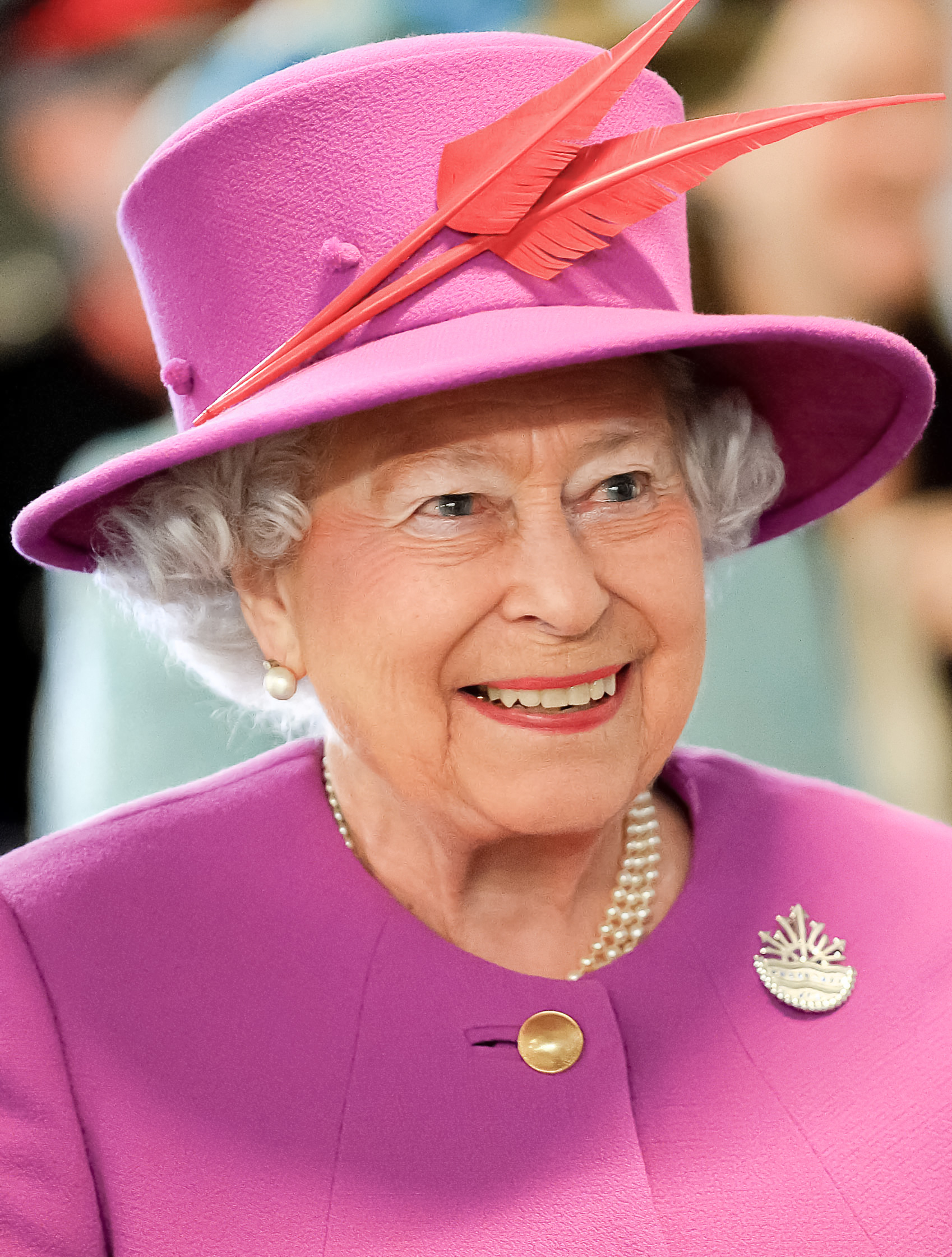
Isabel II

- 1926: Isabel II, aristócrata británica, reina del Reino Unido entre 1952 y 2022 (f. 2022).
- 1929: Armando Tejada Gómez, poeta, letrista, escritor y locutor argentino (f. 1992).
- 1930: Silvana Mangano, actriz italiana (f. 1989).
- 1935: Charles Grodin, actor estadounidense (f. 2021).
- 1937: Javier Portales, actor y comediante argentino (f. 2003).
- 1938: Ramón Marañón, futbolista español (f. 2025).
- 1939: Ian Gibson, hispanista irlandés-español, especialista en historia contemporánea.
- 1939: Helen Prejean, activista estadounidense.
- 1940: Francesc Buscató, jugador de baloncesto español.
- 1940: Souleymane Cissé, cineasta malí.
- 1941: Juan Somavía, abogado y diplomático chileno.
- 1945: Ronnie Tober, cantante neerlandés.
- 1945: Hernando Casanova, actor colombiano (f. 2002).
- 1946: Ariedo Braida, futbolista italiano.
- 1946: Lino Patalano, director y productor teatral argentino (f. 2022).
- 1946: Gilson Peranzzetta, pianista, compositor, director de orquesta y arreglista brasileño.
- 1947: Iggy Pop, cantante, músico y actor estadounidense.
- 1947: Enrique Novi, actor mexicano.
- 1949: Patti LuPone, actriz y cantante estadounidense.
- 1950: John Vella, jugador de fútbol americano estadounidense (f. 2025).
- 1951: Michael Hartley Freedman, matemático estadounidense.
- 1951: Piotr Mowlik, futbolista y entrenador polaco.
- 1954: James Morrison, actor estadounidense.
- 1954: Ebiet G. Ade, compositor y guitarrista indonesio.
- 1957: Faustin-Archange Touadéra, político centroafricano, Presidente de la República Centroafricana desde 2016.
- 1957: Monika Auer, pilota de luge italiana.
- 1958: Andie MacDowell, actriz estadounidense.
- 1959: Jerry Only, cantante estadounidense.
- 1959: Robert Smith, guitarrista, cantante y compositor británico, de la banda The Cure.
- 1961: Chavo Fucks, periodista y comentarista deportivo argentino.
- 1961: David Servan-Schreiber, neurocientífico francés (f. 2011).
- 1963: John Cameron Mitchell, escritor, actor y cineasta estadounidense.
- 1963: Roy Dupuis, actor canadiense.
- 1965: Gary Grant, jugador de baloncesto estadounidense.
- 1968: Peter van Vossen, futbolista y entrenador neerlandés.
- 1969: Toby Stephens, actor británico.
- 1970: Glen Hansard, guitarrista irlandés.
- 1971: Eric Mabius, actor estadounidense.
- 1971: Michael Turner, dibujante estadounidense.
- 1972: Carlos Espejel, actor mexicano.
- 1972: Narges Mohammadi, activista iraní, premio nobel de la paz en 2023.
- 1972: José Luis Munuera, dibujante español.
- 1972: Severina Vučković, cantante y actriz croata.
- 1973: Katsuyuki Konishi, seiyū japonés.
- 1973: Firmin Sanou, futbolista burkinés.
- 1974: Jennifer Blanc, actriz estadounidense.
- 1974: Bård Faust, baterista noruego.
- 1974: Marcos Paulista, futbolista brasileño.
- 1974: Abdelilah Saber, futbolista marroquí.
- 1975: Sebastián Cejas, futbolista argentino.
- 1975: Wu Chengying, futbolista chino.
- 1976: Serguéi Yákovlev, ciclista kazajo.
- 1977: Ernesto Carrión, escritor ecuatoriano.
- 1977: Igor Francetić, remero croata.
- 1978: Diana Navarro, cantante española.
- 1978: Jukka Nevalainen, baterista finlandés.
- 1978: Julie Nichols, remera estadounidense.
- 1978: Branden Steineckert, músico estadounidense.
- 1979: Tobias Linderoth, futbolista sueco.

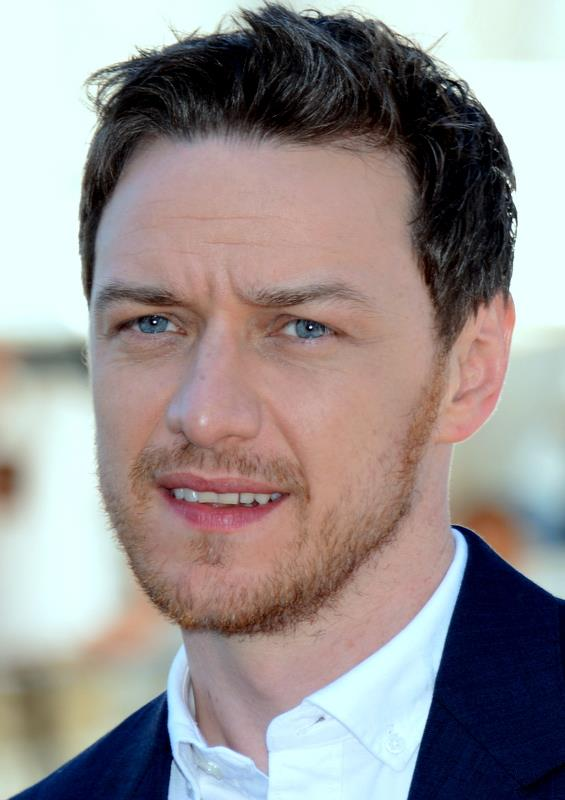
James McAvoy

- 1979: James McAvoy, actor británico.
- 1980: Hiro Shimono, cantante y actor japonés.
- 1980: Christopher Liwski, remero estadounidense.
- 1980: Tony Romo, jugador de fútbol americano y comentarista deportivo estadounidense.
- 1981: Nacho Garro, futbolista español.
- 1981: Ryota Arimitsu, futbolista japonés.
- 1981: Gustavo Ávila, futbolista hondureño.
- 1981: Kim Lammers, jugadora de hockey sobre césped neerlandesa.
- 1981: Wissem Hmam, balonmanista tunecino.
- 1982: Pablo Gabas, jugador argentino nacionalizado costarricense.
- 1982: Tanner Putt, ciclista estadounidense.
- 1983: Paweł Brożek, futbolista polaco.
- 1983: Marco Donadel, futbolista italiano.
- 1983: Daishiro Miyazaki, futbolista japonés.
- 1984: Cristóbal Márquez, futbolista español.
- 1984: Taku Akahoshi, futbolista japonés.
- 1985: Jamar Shipman, luchador profesional estadounidense.
- 1985: Anzur Ismailov, futbolista uzbeko.
- 1985: Filip Lazarov, balonmanista macedonio.
- 1986: Rodney Stuckey, baloncestista estadounidense.
- 1986: Mirko Valdifiori, futbolista italiano.
- 1986: Vladímir Isaichev, ciclista ruso.
- 1987: Monica Hickmann Alves, futbolista brasileña.
- 1987: Alaa' Al-Shaqran, futbolista jordano.
- 1987: Préjuce Nakoulma, futbolista burkinés.
- 1988: Robbie Amell, actor y modelo canadiense.
- 1988: Jencarlos Canela, actor y músico estadounidense de padres cubanos.
- 1988: Gary Kagelmacher, futbolista uruguayo.
- 1988: Christoph Sanders, actor estadounidense.
- 1988: Edžus Treimanis, ciclista letón.
- 1989: Nikki A.S.H., luchadora profesional escocesa.
- 1989: Víctor Ibáñez Pascual, futbolista español.
- 1990: Laura Folch, futbolista española.
- 1990: Luiz Eduardo dos Santos Gonzaga, futbolista brasileño.
- 1990: Maximiliano Calzada, futbolista uruguayo.
- 1990: Víctor Matta, futbolista paraguayo.
- 1990: Yu Tomidokoro, futbolista japonés.
- 1990: Lalachus, actriz y cómica española.
- 1991: Max Chilton, piloto de automovilismo británico.
- 1991: Karolis Chvedukas, futbolista lituano (f. 2023).
- 1991: Frank Dillane, actor inglés.
- 1992: Isco, futbolista español.
- 1992: Wilmer Fuentes, futbolista hondureño.
- 1992: Aleš Mandous, futbolista checo.
- 1992: Tanner Putt, ciclista estadounidense.
- 1993: Jordan Romano, beisbolista canadiense.
- 1993: Kevin Espinoza, futbolista hondureño.
- 1993: Jossimar Pemberton, futbolista costarricense.
- 1993: Aquilino Giménez, futbolista paraguayo.
- 1993: Gastón Olveira, futbolista uruguayo.
- 1993: Badr Boulahroud, futbolista marroquí.
- 1993: Niko Datković, futbolista croata.
- 1994: Ludwig Augustinsson, futbolista sueco.
- 1994: Alfonso Herrero, futbolista español.
- 1994: Merle Barth, futbolista alemana.
- 1994: Mitchell Weiser, futbolista alemán.
- 1994: Aviv Yechezkel, ciclista israelí.
- 1994: Gulnaz Jatuntseva, ciclista rusa.
- 1995: Thomas Doherty, actor británico.
- 1995: Eva De Dominici, actriz y modelo argentina.
- 1995: Iván Calero, futbolista español.
- 1995: Yuto Mori, futbolista japonés.
- 1996: Gastón Faber, futbolista uruguayo.
- 1996: Iván Arboleda, futbolista colombiano.
- 1996: Marko Mihojević, futbolista bosnio.
- 1996: Sergi Quintela, baloncestista español.
- 1996: Blake Mott, tenista australiano.
- 1996: Arianne Hartono, tenista neerlandesa.
- 1996: Leidy Mera, ciclista colombiana.
- 1996: Marlain Veal, baloncestista estadounidense.
- 1997: Juan Pablo Arguedas, futbolista costarricense.
- 1997: Desheun Ryo Yamakawa, futbolista japonés.
- 1997: Mikel Oyarzabal, futbolista español.
- 1997: Matteo Pessina, futbolista italiano.
- 1997: Sydney Sierota, cantante estadounidense.
- 1997: Ángel Zamudio, futbolista peruano.
- 1997: Regina Salmons, remera estadounidense.
- 1998: Roberto Alarcón Sáez, futbolista español.
- 1998: Rodión Alímov, jugador de bádminton ruso.
- 1998: Jarrett Allen, baloncestista estadounidense.
- 1998: Alicia Aylies, modelo y reina de belleza francesa.
- 1998: Tobias Bjerg, nadador danés.
- 1998: Chie Edoojon Kawakami, futbolista japonés.
- 1998: Yeison Guerrero, futbolista ecuatoriano.
- 1998: Khalil Herbert, jugador estadounidense de fútbol americano.
- 1998: Oskar Sunnefeldt, balonmanista sueco.
- 1998: Warren Tchimbembé, futbolista francés.
- 1998: Duvan Uribe, futbolista colombiano.
- 1998: Jackson Wells, esquiador acrobático neozelandés.
- 1998: Loudon Love, baloncestista estadounidense.
- 1999: Alexander Alvarado, futbolista ecuatoriano.
- 1999: Xioczana Canales, futbolista peruana.
- 1999: Marcos Helman, baloncestista argentino.
- 1999: José Hernández Clemente, futbolista mexicano.
- 1999: Edgar López, futbolista mexicano.
- 1999: Lucrezia Magistris, halterófila italiana.
- 1999: Ryo Hasegawa, futbolista japonés.
- 1999: Sōta Satō, futbolista japonés.
- 1999: Katrin Klujber, balonmanista húngara.
- 1999: Géraldine Reuteler, futbolista suiza.
- 2000: Maite Lanata, actriz argentina.
- 2000: Daniil Márkov, nadador ruso.
- 2000: William Velasco, futbolista boliviano.
- 2000: Artūrs Žagars, baloncestista letón.
- 2000: Sean Zawadzki, futbolista estadounidense.
- 2000: Cheikh Sarr, futbolista senegalés.
- 2000: Rodrigo Farofa, futbolista brasileño.
- 2000: Santiago Moreno, futbolista colombiano.
- 2000: José Luis Ibáñez, baloncestista español.
- 2000: Lucie Ferauge, atleta belga.
- 2000: Francisca Jorge, tenista portuguesa.
- 2001: Sofia Colombo, futbolista italiana.
- 2001: Hayato Okuda, futbolista japonés.
- 2001: Enzo Larrosa, futbolista uruguayo.
- 2002: Otávio Ataide, futbolista brasileño.
- 2002: Hayate Toma, futbolista japonés.
- 2003: Xavi Simons, futbolista neerlandés.
- 2004: Joel Ordóñez, futbolista ecuatoriano.
- 2004: Félix Garreta, futbolista español.
- 2004: Maxim Dekker, futbolista neerlandés.
- 2007: Isabel de Dinamarca, aristócrata («princesa») danesa.

## Fallecimientos
- 753 a. C.: Remo (n. 771 a. C.).
- 234: Xian, emperador chino (n. 181).
- 1073: Alejandro II, papa de la Iglesia católica entre 1061 y 1073 (hacia 1010).
- 1109: Anselmo de Canterbury, filósofo, teólogo y religioso inglés (n. 1033).
- 1112: Beltrán de Tolosa, aristócrata francés (n. 1065).
- 1142: Pierre Abelard, filósofo y escritor francés (n. 1079).
- 1509: Enrique VII, rey inglés (n. 1457).
- 1552: Petrus Apianus, matemático y astrónomo alemán (n. 1495).
- 1569: Hernán Ruiz II (Hernán Ruiz Jiménez), arquitecto español (n. 1514).
- 1574: Cosme I de Médici, aristócrata italiano (n. 1519).
- 1582: Francisco de Toledo, aristócrata y militar español (n. 1515).
- 1699: Jean Racine, dramaturgo francés (n. 1639).
- 1701: Asano Naganori, señor de la guerra y daimyo japonés (n. 1665).
- 1719: Philippe de la Hire, matemático e historiador francés (n. 1640).
- 1731: Daniel Defoe, escritor británico, autor de la novela Robinson Crusoe.
- 1792: Tiradentes (independentista Tiradentes (‘sacadientes’: dentista; Joaquim José da Silva Xavier), activista y político independentista brasileño asesinado por los portugueses (n. 1746).
- 1831: José Tomás Ovalle, abogado y político chileno, presidente entre 1830 y 1831 (n. 1787).
- 1846: Manuel de Zequeira, militar y escritor cubano (n. 1764).
- 1852: Iván Nabókov, general ruso (n. 1787).
- 1859: Otto Sendtner, botánico alemán (n. 1813).
- 1889: Sebastián Lerdo de Tejada, político mexicano (n. 1823).
- 1908: Carlos Pezoa Véliz, poeta y periodista autodidacta, chileno (n. 1879).

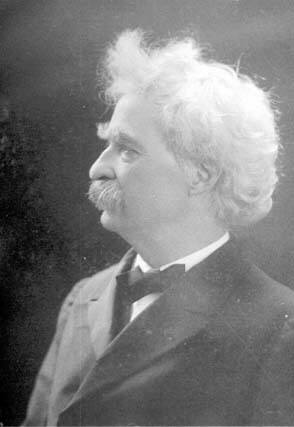
Mark Twain

- 1910: Mark Twain, escritor estadounidense (n. 1835).
- 1913: André Soudy, anarquista francés (n. 1982).
- 1913: Marcos Zapata Mañas, dramaturgo y poeta español (n. 1842).
- 1914: Virgilio Uribe, marino mexicano (n. 1896).
- 1918: Barón Rojo (Manfred von Richthofen, 25), aviador militar alemán (n. 1892).
- 1922: Alessandro Moreschi, cantante italiana (n. 1858).
- 1924: Manuel M. Diéguez, militar mexicano (n. 1874).
- 1924: Eleonora Duse, actriz italiana (n. 1858).
- 1930: Robert Bridges, poeta británico (n. 1844).
- 1938: Allama Iqbal, poeta, filósofo y político pakistaní (n. 1877).

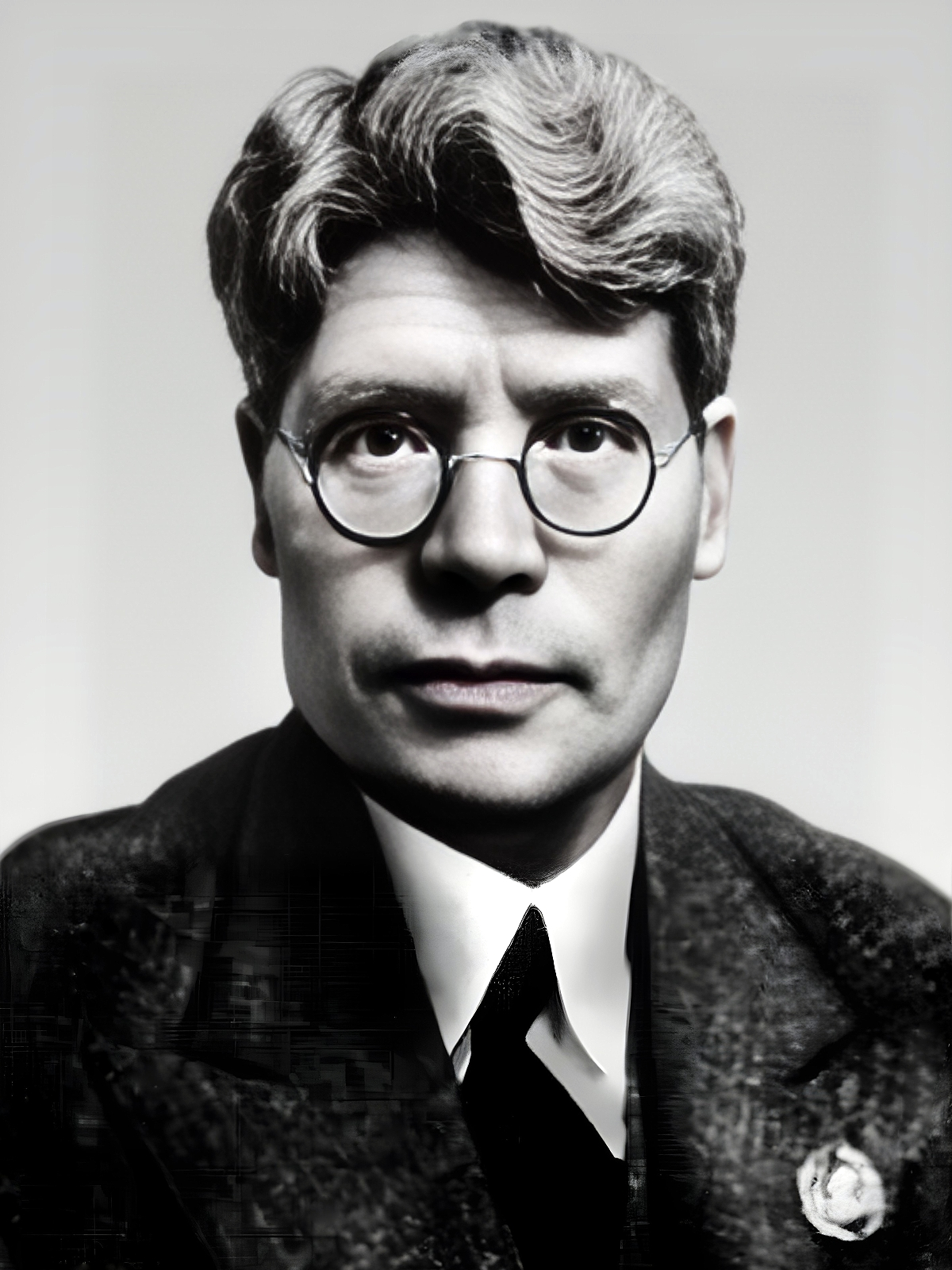
Iván Gubkin

- 1939: Iván Gubkin, geólogo ruso y soviético (n. 1871).
- 1945: Walther Model, militar alemán (n. 1891).
- 1946: John Maynard Keynes, economista británico (n. 1883).
- 1948: Aldo Leopold, activista ecologista estadounidense (n. 1887).
- 1948: Carlos López Buchardo, compositor argentino (n. 1881).
- 1951: Michael Hartley Freedman, matemático estadounidense.
- 1956: Enrique Hart Dávalos, combatiente revolucionario cubano.
- 1956: Juan Alberto Morales Bayona, combatiente revolucionario cubano.
- 1956: Carlos García Gil o Carlos García Cid, combatiente revolucionario cubano.
- 1960: Francisco Álvarez, actor argentino (n. 1892).
- 1964: Jorge Ricardo Masetti (34), guerrillero y periodista argentino (n. 1929).
- 1965: Pedro Albizu Campos, dirigente independentista puertorriqueño (n. 1891).
- 1965: Edward Victor Appleton, físico británico (n. 1892).
- 1966: Josef Dietrich, general alemán de las SS (n. 1892).
- 1971: François Duvalier, dictador haitiano (n. 1907).
- 1972: Juan Carlos Castagnino, pintor, arquitecto y dibujante argentino (n. 1908).
- 1972: Jorge Mistral, actor español (n. 1920).
- 1977: Gummo Marx (Milton Marx), actor estadounidense (n. 1892), uno de los Hermanos Marx.
- 1978: Sandy Denny, cantautora británica (n. 1947).
- 1980: Aleksandr Oparin, bioquímico soviético (n. 1894).
- 1984: Manuel Mujica Lainez, escritor, biógrafo, crítico y periodista argentino (n. 1910).
- 1985: Rudi Gernreich, diseñador austríaco (n. 1922).
- 1985: Tancredo Neves, banquero y político brasileño, electo presidente (n. 1910).
- 1986: Salah Jahin, poeta y compositor egipcio (n. 1930).
- 1989: James Kirkwood, Jr., dramaturgo y actor estadounidense (n. 1924).
- 1990: Erté (RT, Romain Tirtoff), pintor, diseñador, escenógrafo y modisto ruso exiliado en París (n. 1892).
- 1991: Willi Boskovsky, violinista austríaco (n. 1909).
- 1991: Rudra Mohammad Shahidullah, poeta bangladesí (n. 1956).
- 1994: Bobby Gurney, futbolista británico (n. 1907).
- 1994: Raúl Soldi, artista plástico argentino (n. 1905).
- 1996: Gloria de la Cruz, actriz y cantante estadounidense de padres mexicanos, que audicionó para la película Selena (n. 1978); fue violada, torturada y asesinada.[4]
- 1996: Dzhojar Dudáyev, general soviético y primer presidente de Chechenia (n. 1944).
- 1997: Aníbal Tarabini, futbolista argentino (n. 1941).
- 1998: Egill Jacobsen, pintor y catedrático danés (n. 1910).
- 1998: Jean-François Lyotard, filósofo francés (n. 1924).
- 1999: Charles Buddy Rogers, actor estadounidense (n. 1904).
- 2002: Patxi Iturrioz, político español (n. 1937).
- 2003: Nina Simone, cantante estadounidense (n. 1933).
- 2004: Mary McGrory, periodista estadounidense (n. 1918).
- 2004: Alejandro Paternain, escritor uruguayo (n. 1933).
- 2005: Valeriano Andrés, actor español (n. 1922).
- 2006: Telê Santana, futbolista y entrenador brasileño (n. 1931).

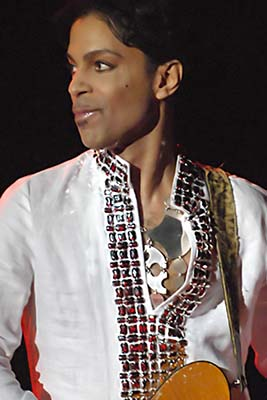
Prince

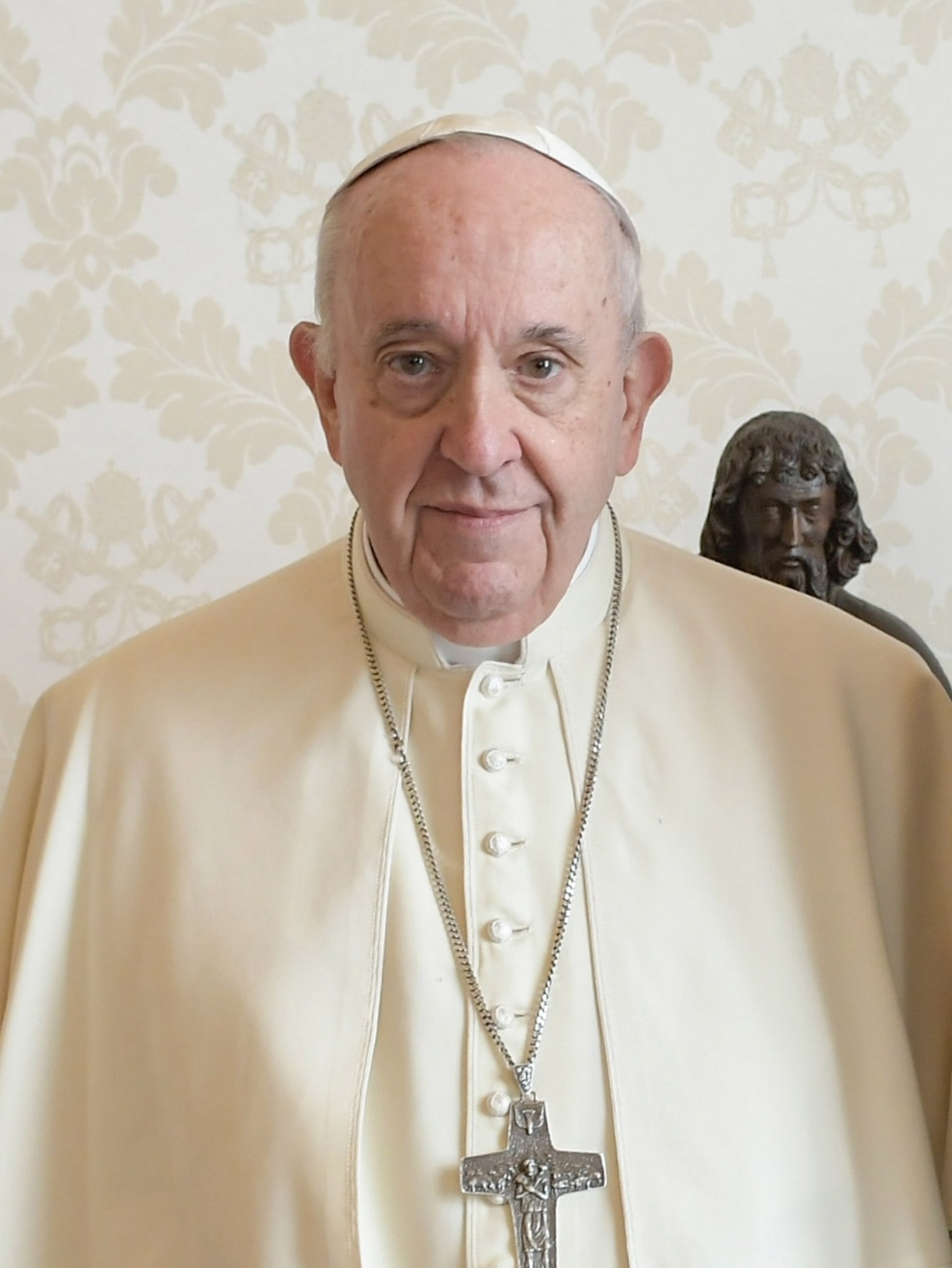
Papa Francisco

- 2009: Vivian Maier, fotógrafa estadounidense (n. 1926).
- 2010: Gustav Lorentzen, cantautor noruego, del dúo Knutsen & Ludvigsen (n. 1947).
- 2010: Juan Antonio Samaranch, empresario y político español (n. 1920).
- 2012: Charles Colson, escritor y abogado estadounidense (f. 2012).
- 2013: Christina Amphlett, cantante australiana, de la banda Divinyls (n. 1959).
- 2014: Ramón Pons, actor español (n. 1940).

- 2016: Prince, cantante estadounidense (n. 1958).
- 2017: Ugo Ehiogu, futbolista británico (n. 1972).
- 2018: Nabi Tajima, supercentenaria japonesa, última persona viva verificada nacida en el siglo XIX (n. 1900).
- 2018: Verne Troyer, actor estadounidense (n. 1969).
- 2019: Amelita Vargas (Amelia Graciela Vargas Ipaneca, 91), actriz, cantante, vedette y bailarina cubana nacionalizada argentina (n. 1928).
- 2020: Derek Jones, guitarrista estadounidense (n. 1984).
- 2020: Florian Schneider, músico y compositor alemán (n. 1947).
- 2022: Jacques Perrin, actor (Totó en Cinema Paradiso) y productor de cine francés (n. 1941).
- 2022: Debanni Escobar, estudiante mexicana (n. 2003).
- 2023: Guillermo Calabrese, cocinero y conductor de televisión argentino (n. 1961).
- 2024: Ana Estrada, psicóloga y activista peruana (n. 1976).
- 2025: Francisco, eclesiástico, químico y docente argentino, papa de la Iglesia católica entre 2013 y 2025 (n. 1936).

## Celebraciones
- Día Mundial de la Creatividad y la Innovación.
- Conmemoración de la Fundación de Roma.
- Día sagrado en el calendario badí: primer día del Festival de Ridván (21 de abril - 2 de mayo) en conmemoración del anuncio de Bahaullá.
- Grounation Day, festividad de los rastafari.

 Por países
(Por orden alfabético)
- Argentina:
  - Día Nacional de la Higiene y Seguridad en el Trabajo.
  -  Misiones: Día Provincial del Ingeniero en Industrias de la Madera. En conmemoración al reconocimiento oficial y la consecuente validez nacional del título profesional habilitante expedido por la Universidad Nacional de Misiones (UNaM). La Cámara de Representantes aprobó esta Ley n.º 313 en el año 2022.[5]
  - Día de la Sanción de la Constitución de Misiones. La Convención concluyó sus sesiones el 21 de abril de 1958, fecha en que quedó sancionada la Constitución provincial en vigencia plena.

- Brasil:
  - Tiradentes.

- México:
  - Heroica defensa de Veracruz.

### Santoral católico
- San Anselmo de Canterbury, religioso benedictino y doctor de la Iglesia.
- San Conrado de Parzham, religioso capuchino.
- San Silvio el mártir.